# Hollowman
Hollowman är det svenska death metal-bandet Entombeds tredje EP, som gavs ut 1993. Earache Records återutgav skivan 1996, med en bonuslåt, covern "God of Thunder" (Kiss).

## Låtförteckning
1. "Hollowman" – 4:40
2. "Serpent Speech" – 2:19
3. "Wolverine Blues" – 2:22
4. "Bonehouse" – 3:48
5. "Put Off The Scent" – 3:28
6. "Hellraiser" – 5:43

## Medverkande
- Lars-Göran Petrov – sång
- Alex Hellid – gitarr
- Uffe Cederlund – gitarr
- Lars Rosenberg – bas
- Nicke Andersson – trummor